# Убер Куеро Муньос
Убер Евклідес Куеро Муньос (ісп. Úber Euclides Cuero Muñoz; нар. 9 вересня 1994) — колумбійський борець вільного стилю, срібний та дворазовий бронзовий призер Панамериканських чемпіонатів, дворазовий срібний призер чемпіонатів Південної Америки, срібний та бронзовий призер Центральноамериканських і Карибських ігор, бронзовий призер Південноамериканських ігор, срібний призер Боліваріанських ігор.

## Життєпис
У 2011 році виграв Центральноамериканські і Карибські ігри серед школярів. У 2013 — став бронзовим призером Панамериканського чемпіонату серед юніорів.
Його старший брат Хаїр Куеро Муньос та старша сестра Аїда Куеро Муньос є членами збірної Колумбії відповідно з греко-римської та жіночої боротьби. Брат — Панамериканський чемпіон, триразовий чемпіон Південної Америки, дворазовий чемпіон Південноамериканських ігор, чемпіон Центральноамериканських і Карибських ігор. Сестра — срібна призерка чемпіонату Південної Америки.

## Спортивні результати на міжнародних змаганнях

### Виступи на Чемпіонатах світу
| Змагання                        | Збірна   | Вагова категорія          | Місце |
| ------------------------------- | -------- | ------------------------- | ----- |
| Чемпіонат світу з боротьби 2015 | Колумбія | вільна боротьба, до 57 кг | 31    |
| Чемпіонат світу з боротьби 2023 | Колумбія | вільна боротьба, до 65 кг | 21    |

### Виступи на Панамериканських чемпіонатах
| Змагання                                   | Збірна   | Вагова категорія          | Місце  |
| ------------------------------------------ | -------- | ------------------------- | ------ |
| Панамериканський чемпіонат з боротьби 2013 | Колумбія | вільна боротьба, до 55 кг | Бронза |
| Панамериканський чемпіонат з боротьби 2016 | Колумбія | вільна боротьба, до 61 кг | Срібло |
| Панамериканський чемпіонат з боротьби 2017 | Колумбія | вільна боротьба, до 57 кг | Бронза |
| Панамериканський чемпіонат з боротьби 2018 | Колумбія | вільна боротьба, до 65 кг | 9      |
| Панамериканський чемпіонат з боротьби 2019 | Колумбія | вільна боротьба, до 65 кг | 8      |
| Панамериканський чемпіонат з боротьби 2020 | Колумбія | вільна боротьба, до 65 кг | 9      |
| Панамериканський чемпіонат з боротьби 2022 | Колумбія | вільна боротьба, до 65 кг | 9      |
| Панамериканський чемпіонат з боротьби 2023 | Колумбія | вільна боротьба, до 65 кг | 7      |

### Виступи на Панамериканських іграх
| Змагання                  | Збірна   | Вагова категорія          | Місце |
| ------------------------- | -------- | ------------------------- | ----- |
| Панамериканські ігри 2023 | Колумбія | вільна боротьба, до 65 кг | 7     |

### Виступи на Чемпіонатах Південної Америки
| Змагання                                    | Збірна   | Вагова категорія          | Місце  |
| ------------------------------------------- | -------- | ------------------------- | ------ |
| Чемпіонат Південної Америки з боротьби 2013 | Колумбія | вільна боротьба, до 60 кг | Срібло |
| Чемпіонат Південної Америки з боротьби 2016 | Колумбія | вільна боротьба, до 61 кг | Срібло |

### Виступи на Південноамериканських іграх
| Змагання                       | Збірна   | Вагова категорія          | Місце  |
| ------------------------------ | -------- | ------------------------- | ------ |
| Південноамериканські ігри 2014 | Колумбія | вільна боротьба, до 57 кг | 8      |
| Південноамериканські ігри 2018 | Колумбія | вільна боротьба, до 65 кг | 5      |
| Південноамериканські ігри 2022 | Колумбія | вільна боротьба, до 65 кг | Бронза |

### Виступи на Центральноамериканських і Карибських чемпіонатах
| Змагання                                                       | Збірна   | Вагова категорія          | Місце |
| -------------------------------------------------------------- | -------- | ------------------------- | ----- |
| Центральноамериканський і Карибський чемпіонат з боротьби 2018 | Колумбія | вільна боротьба, до 65 кг | 5     |

### Виступи на Центральноамериканських і Карибських іграх
| Змагання                                                | Збірна   | Вагова категорія          | Місце  |
| ------------------------------------------------------- | -------- | ------------------------- | ------ |
| Центральноамериканські і Карибські ігри 2014 (Сан-Хуан) | Колумбія | вільна боротьба, до 57 кг | Бронза |
| Центральноамериканські і Карибські ігри 2018            | Колумбія | вільна боротьба, до 65 кг | Срібло |

### Виступи на Боліваріанських іграх
| Змагання                 | Збірна   | Вагова категорія          | Місце  |
| ------------------------ | -------- | ------------------------- | ------ |
| Боліваріанські ігри 2013 | Колумбія | вільна боротьба, до 55 кг | Срібло |

### Виступи на інших змаганнях
| Змагання                                                     | Збірна   | Вагова категорія          | Місце  |
| ------------------------------------------------------------ | -------- | ------------------------- | ------ |
| Гран-прі Парижа з боротьби 2016                              | Колумбія | вільна боротьба, до 57 кг | 13     |
| Олімпійський кваліфікаційний турнір з боротьби 2016 (Фріско) | Колумбія | вільна боротьба, до 57 кг | Бронза |
| Золотий Гран-прі з боротьби 2016                             | Колумбія | вільна боротьба, до 61 кг | 10     |
| Олімпійський кваліфікаційний турнір з боротьби 2020 (Оттава) | Колумбія | вільна боротьба, до 65 кг | 7      |
| Олімпійський кваліфікаційний турнір з боротьби 2020 (Софія)  | Колумбія | вільна боротьба, до 65 кг | Бронза |

### Виступи на змаганнях молодших вікових груп
| Змагання                                                    | Збірна   | Вагова категорія          | Місце  |
| ----------------------------------------------------------- | -------- | ------------------------- | ------ |
| Центральноамериканські і Карибські ігри серед школярів 2011 | Колумбія | вільна боротьба, до 54 кг | Золото |
| Панамериканський чемпіонат з боротьби серед юніорів 2012    | Колумбія | вільна боротьба, до 55 кг | 9      |
| Панамериканський чемпіонат з боротьби серед юніорів 2013    | Колумбія | вільна боротьба, до 55 кг | Бронза |